# Jane Sexton
Jane Sexton (* 11. August 1978 in Albury) ist eine ehemalige australische Freestyle-Skierin. Sie startete in den Buckelpisten-Disziplinen Moguls und Dual Moguls.

## Werdegang
Sexton trat von 1997 bis 1999 am Europacup sowie am Australian New Zealand Cup an und holte dabei einen Sieg. Im November 1999 startete sie im Tandådalen erstmals im Weltcup, wobei sie den 17. Platz im Dual Moguls sowie den 29. Platz im Moguls errang und nahm bis 2004 an 35 Weltcups teil. Dabei erreichte sie im Dezember 2003 im Ruka mit dem 13. Platz im Moguls ihre beste Platzierung. Zudem belegte sie bei den Weltmeisterschaften 2001 in Whistler den 22. Platz im Moguls sowie den 17. Rang im Dual Moguls und bei den Weltmeisterschaften 2003 im Deer Valley den 17. Platz im Dual Moguls sowie den 11. Rang im Moguls. Bei ihrer einzigen Teilnahme an Olympischen Winterspielen im Februar 2002 in Salt Lake City sprang sie auf den 25. Platz im Moguls-Wettbewerb.

## Erfolge

### Olympische Spiele
- 2002 Salt Lake City: 25. Platz Moguls

### Weltmeisterschaften
- 2001 Whistler: 17. Platz Dual Moguls, 22. Platz Moguls
- 2003 Deer Valley: 11. Platz Moguls, 17. Platz Dual Moguls

### Weltcup-Gesamtplatzierungen
| Saison    | Gesamt | Gesamt | Moguls | Moguls | Dual Moguls | Dual Moguls |
| Saison    | Punkte | Platz  | Punkte | Platz  | Punkte      | Platz       |
| --------- | ------ | ------ | ------ | ------ | ----------- | ----------- |
| 1999/2000 | 2      | 68.    | 8      | 37.    | 8           | 28.         |
| 2000/01   | 10     | 61.    | 40     | 31.    | –           | –           |
| 2001/02   | 2      | 73.    | 12     | 40.    | 8           | 27.         |
| 2002/03   | 20     | 73.    | 140    | 28.    | 4           | 27.         |
| 2003/04   | 6      | 79.    | 90     | 26.    | –           | –           |

.